# Xã Waterford, Quận Fulton, Illinois
Xã Waterford (tiếng Anh: Waterford Township) là một xã thuộc quận Fulton, tiểu bang Illinois, Hoa Kỳ. Năm 2010, dân số của xã này là 187 người.